# Serrat de Montbrú
El Serrat de Montbrú és una serra situada al municipi de Calders a la comarca del Moianès, amb una elevació màxima de 592 metres.